# Blek kromporing
Blek kromporing (Perenniporia narymica) är en svampart som först beskrevs av Albert Pilát, och fick sitt nu gällande namn av Zdeněk Pouzar 1984. Blek kromporing ingår i släktet Perenniporia och familjen Polyporaceae.  Arten är reproducerande i Sverige. Inga underarter finns listade i Catalogue of Life.